# ارکستر ملی ایران

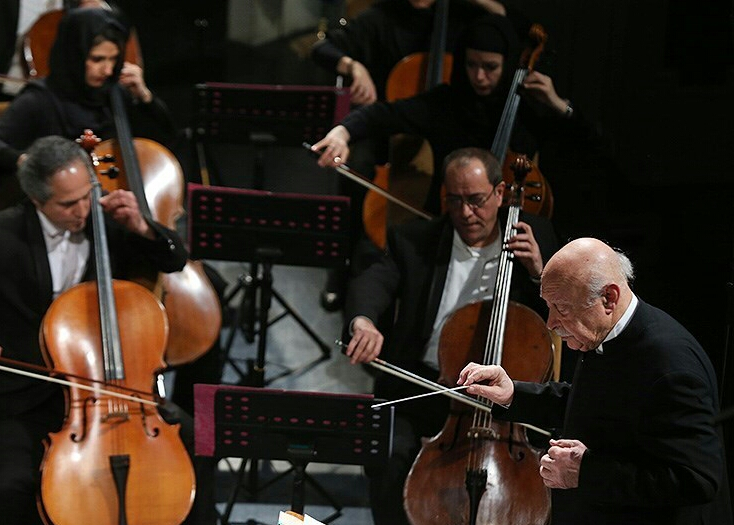
ارکستر ملی ایران به رهبری فرهاد فخرالدینی ۱۳۹۴

ارکستر موسیقی ملی ایران توسط فرهاد فخرالدینی در سال ۱۳۷۷ با پشتیبانی دفتر امور موسیقی وزارت فرهنگ و ارشاد اسلامی راه‌اندازی شد، مدیریت دفتر امور موسیقی در آن زمان بر عهدهٔ علی مرادخانی بود. در نخستین اجرا این ارکستر از آواز محمدرضا شجریان، رهبری فرهاد فخرالدینی، ترانه‌های بیژن ترقی و ساخته‌های علی تجویدی بهره برد.
بیش از ۲۷۰ قطعه موسیقی در گنجینه ارکستر ملی وجود دارد. میانگین سنی نوازنده‌های ارکستر موسیقی ملی ۲۵ تا ۳۰ سال بود که حسین علیزاده در صحبت‌های خود این میانگین سنی را از ویژگی‌های این ارکستر دانست.

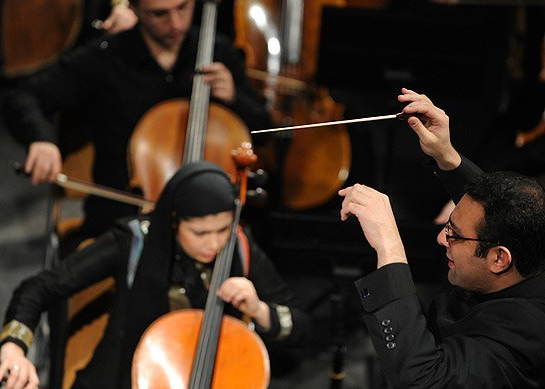
ارکستر ملی ایران به رهبری بردیا کیارس تالار وحدت بیست و هفتمین جشنواره موسیقی فجر ۲۸ بهمن ۱۳۹۰

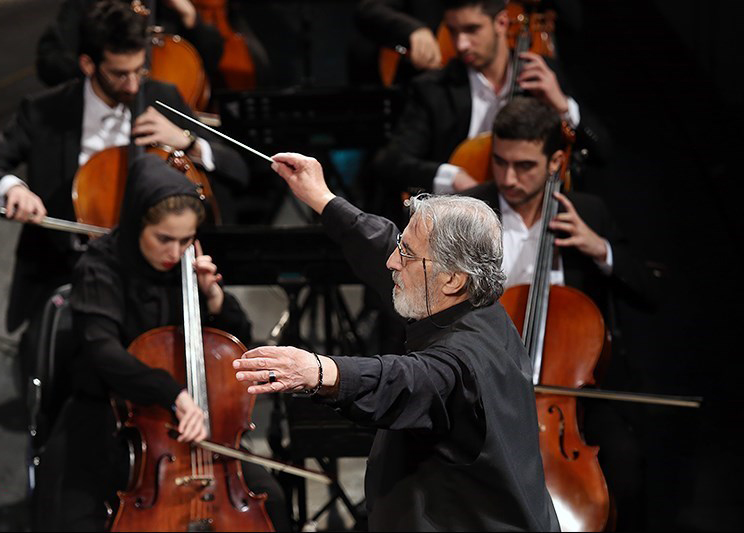
ارکستر ملی ایران به رهبری فریدون شهبازیان تالار وحدت سی‌وسومین جشنواره موسیقی فجر ۲۶ دی ۱۳۹۶

## رهبر
- فرهاد فخرالدینی (۱۳۷۷ تشکیل ارکستر - ۱۳۸۸ استعفا)
- بردیا کیارس (۱۳۸۹[۴]-۱۳۹۱ انحلال ارکستر)
- فرهاد فخرالدینی (۱۳۹۴ بازگشایی ارکستر - ۱۳۹۵)[۵][۶]
- فریدون شهبازیان (۱۳۹۵–۱۳۹۸)[۷]
- همایون رحیمیان (۱۴۰۲ تا اکنون)[۸]

## رهبران مهمان
- لوریس چکناواریان[۹]
- سهراب کاشف[۱۰] (رهبری کنسرت ارکستر در سال ۱۳۹۴ در دوره مدیریت هنری فرهاد فخرالدینی) - (رهبری کنسرت ارکستر در خرداد و تیر ۱۳۹۸ به خوانندگی حسام الدین سراج)[۱۱]
- نزهت امیری[۱۲][۱۳][۱۴] (رهبری کنسرت ارکستر در شهریور ۱۳۹۷)
- فریدون شهبازیان (رهبری کنسرت ارکستر در کرمان و یزد اردیبهشت ۱۳۹۸، پس از پایان رهبری دائم او در فروردین همان سال)
- روبن آساتریان (رهبری کنسرت ارکستر با عنوان «سرو آزاد» تالار وحدت اردیبهشت 1398)[۱۵]
- آقاوردی پاشایف (رهبری بخش دوم کنسرت ارکستر در جشنواره سی و چهارم موسیقی فجر - بهمن ۱۳۹۷)
- نادر مرتضی‌پور (رهبری کنسرت عاشورایی ارکستر با عنوان «وداع» - آبان ۱۳۹۷)[۱۶]
- وحید علی‌پور (رهبری کنسرت ارکستر با عنوان «شب موسیقی آذربایجان» - دی 1397)[۱۷]
- اسماعیل واثقی (رهبری کنسرت ارکستر «قطعات عارف قزوینی و شیدا» - مرداد ۱۳۹۷)[۱۸]
- نادر مشایخی (رهبری کنسرت ارکستر با عنوان «روایتی از یک زندگی استادانه» به یاد جمشید مشایخی - خرداد ۱۳۹۸ - فرهنگستان هنر)[۱۹]

## خوانندگان
- محمدرضا شجریان
- علیرضا افتخاری[۲۰]
- محمد اصفهانی[۲۱]
- علیرضا قربانی[۲۲]
- سالار عقیلی[۲۳]
- محمد معتمدی[۲۴]
- حسام‌الدین سراج[۲۵]
- عبدالحسین مختاباد[۲۶]
- مجتبی عسگری[۲۷]
- حسین علیشاپور[۲۷]
- وحید تاج[۲۷]
- پوریا اخواص[۲۷]

## آهنگسازان
- علی تجویدی
- همایون خرم
- علی اکبر قربانی[۲۸]
- شهرام توکلی[۲۸]
- مازیار حیدری[۲۸]
- فریدون شهبازیان
- جواد معروفی

## نوازندگان
رهبر پیشین ارکستر ملی ایران فریدون شهبازیان با اشاره به حضور حدود ۵۸ نوازنده در این ارکستر گفت: این نوازندگان تجربه عضویت در ارکسترهای دیگر را دارند و برخی از آن‌ها در ارکستر ملی نیز حضور داشته‌اند. در این گروه، سازهای معمول در ارکستر سمفونیک در کنار تعدادی از سازهای ایرانی قرار دارند.

## تک آهنگ‌های مشهور
- موسیقی سریال امام علی
- سرود ملی ایران
- نیلوفرانه
- اوج آسمان[۳۰]
- تو ای پری کجایی[۳۰]

## کنسرت‌ها
- ۱۳۹۸ - اجرای ارکستر ملی ایران به رهبری مهمان نادر مرتضی‌پور و خوانندگی علیرضا افتخاری با عنوان قصه وفا در تالار وحدت[۳۱]
- مهر ۱۳۹۷- اجرای ارکستر ملی ایران با عنوان «حدیث سرفرازی» به رهبری فریدون شهبازیان خوانندگی محمد اصفهانی در تالار وحدت با اجرای قطعات «سوگ» به آهنگسازی فریدون شهبازیان، «حدیث سرفرازی» با شعری از سهیل محمودی، به آهنگسازی فریدون شهبازیان بر مبنای محمد حسن شاهنگیان، «غنچه افسرده» با شعر حسان چایچیان به آهنگسازی فریدون شهبازیان بر مبنای ملودی محمد اصفهانی، «چنگ و نای» با شعر علی معلم دامغانی به آهنگسازی محمد بیگلری پور با بازنویسی محمدرضا عقیلی، «دو نغمه بختیاری» اثر روح‌الله خالقی، «فریاد تنهایی» با شعر سپیده کاشانی به آهنگسازی امیر بکان بر مبنای ملودی محمد اصفهانی، «دیده بگشا» با شعری از علی معلم دامغانی، آهنگسازی علی رضا کهن دیری و بازنویسی محمدرضا عقیلی، «شورآفرین» به آهنگسازی حسین دهلوی، «فرصت بدرود» با شعر قیصر امین پور، آهنگسازی فریدون شهبازیان بر مبنای ملودی محمد اصفهانی و «معصومیت» با شعر اهورا ایمان به آهنگسازی فریدون شهبازیان[۳۲][۳۳]
- شهریور ۱۳۹۶- اجرای ارکستر ملی ایران به رهبری فریدون شهبازیان خوانندگی محمد اصفهانی در شهر کرج[۳۴]
- مرداد ۱۳۹۶- اجرای ارکستر ملی ایران به رهبری فریدون شهبازیان خوانندگی محمد اصفهانی در شهر ساری[۳۵][۳۶]
- اردیبهشت ۱۳۹۶- اجرای ارکستر ملی ایران به رهبری فریدون شهبازیان خوانندگی محمد اصفهانی در شهر زنجان[۳۵]
- اردیبهشت ۱۳۹۶- اجرای ارکستر ملی ایران به رهبری فریدون شهبازیان خوانندگی محمد اصفهانی در تالار وحدت که چهار قطعه بی کلام از ساخته‌های فریدون شهبازیان و اوج آسمان، تنها ماندم، روزی تو خواهی آمد، تو ای پری کجایی، مهر و ماه از آلبوم تنها ماندم، ای تو همیشه در میان از آلبوم ماه غریبستان و افسانه از آلبوم هفت سین[۳۷]
- دی ۱۳۹۵ - اجرای ارکستر ملی ایران به رهبری فریدون شهبازیان و خوانندگی علیرضا افتخاری - تالار وحدت[۳۸]
- اسفند ۱۳۹۵ - برگزاری کنسرت ارکستر ملی ایران با رهبری فریدون شهبازیان و خوانندگی علیرضا افتخاری-لرستان[۳۹]
- ارکستر ملی ایران با نود و سه نوازنده به رهبری فرهاد فخرالدینی و آواز محمدرضا شجریان به مدت چهار شب و با استقبال بیست هزارنفر از علاقه‌مندان به موسیقی در چهل‌ستون در تیرماه سال ۱۳۷۷ به اجرا درآمد در آن شب هنرمندانی نظیر: حسن کسایی، شاه زیدی و فریدون مشیری و علی تجویدی به عنوان مهمانان افتخاری حضور داشتند.[۴۰]
- کنسرت ارکستر ملی در باغ عفیف آباد شیراز ۲۴–۲۵ تیر -۱۳۸۷
- کنسرت ارکستر ملی - جشنواره موسیقی فجر در تالار وحدت ۲۳ آذر ۱۳۸۷
- این ارکستر در سال ۱۳۸۷ که از پرکارترین گروه‌های موسیقی بود که نزدیک به ۱۳ اجرا روی صحنه برد که علاوه بر تهران، موسیقی را به شهرستان‌ها برد.[۱]
- از دیگر موارد می‌توان به اجرای کنسرت‌هایی درکشورهای سوییس، کویت و شهرهای پکن و شانگ‌های چین و همچنین اجراهای متعدد در تهران، سنندج، شیراز و اصفهان اشاره کرد.[۴۱]
- ۱۴۰۳‌-‌ کنسرت «در رهگذارت» به رهبری همایون رحیمیان و خوانندگی عبدالحسین مختاباد[۲۶]
- ۱۴۰۳ - کنسرت «ماه من» به رهبری همایون رحیمیان با خوانندگی حسام‌الدین سراج در تالار وحدت تهران[۲۵]
- ۱۴۰۳ - ارکستر موسیقی ملی ایران در گرامی‌داشت یاد علی جعفریان به رهبری همایون رحیمیان با خوانندگی مجتبی عسگری، حسین علیشاپور، وحید تاج و پوریا اخواص در تالار وحدت تهران[۲۷]

## حاشیه‌ها
حاشیه‌ها از لغو کنسرت محمدرضا شجریان در سال ۱۳۸۸ شروع شد. در پی لغو این برنامه که سایت شرکت دل آواز منتشر کرد، دفتر موسیقی وزارت ارشاد نامه‌ای به رسانه‌ها ارسال کرد که در آن نوشته شده بود برای کنسرت شجریان مجوزی صادر نشده‌است.
ارکستر در تیرماه سال ۱۳۸۸ از سوی دفتر موسیقی وزارت ارشاد به بنیاد رودکی واگذار شد و فرهاد فخرالدینی پیرامون حواشی ارکستر ملی و ادامه همکاری خود با این ارکستر به مهر گفت: دیگر تمایلی به ادامه همکاری با ارکستر ملی و رهبری این مجموعه ندارم و از رهبری این ارکستر کناره‌گیری کرد